# Instituto de Microbiología, Academia de Ciencias de China
El Instituto de Microbiología, Academia de Ciencias de China (IMCAS) (en chino simplificado, 中国科学院微生物研究所; pinyin, zhōngguó kēxuéyuàn wéishēngwù yánjiū suǒ) es el centro de investigación microbiológica más grande de China. Es uno de los institutos de investigación de la Academia de Ciencias de China. El IMCAS es uno de los tres custodios de Index Fungorum, la base de datos que establece los nombres científicos oficiales de especies del reino fungi.

## Historia
El Instituto de Microbiología de la Academia de Ciencias de China, el instituto de investigación en microbiología más grande de China se fundó el 3 de diciembre de 1958 tras la fusión del Instituto de Micología Aplicada y los Laboratorios de Microbiología de Beijing, ambos pertenecientes a la Academia de Ciencias de China. Originalmente el IMCAS se localizaba en Zhongguancun en el Distrito de Haidan, en Beijing. En 2007 la mayor parte del instituto se trasladó al Parque de Ciencias de la Vida del CAS cerca de la Villa Olímpica en el Distrito de Chaoyan. Tras 50 años es la institución de investigación en ciencias microbiológicas más grande y de amplio alcance de China.
De 1958 a 1976 el IMCAS tenía 8 divisiones de investigación divididas en micología, virología, fisiología y bioquímica, biofísica, genética, microbiología agrícola, microbiología industrial y geomicrobiología. En este periodo se hicieron grandes esfuerzos para estudiar metabolismos microbianos y variaciones genéticas, dando como resultado el descubrimiento y mejoras posteriores de cepas de uso en industrias de fermentos, agricultura y sondeos geológicos.
En 1978 se reestructuró la Academia de Ciencias de China y el IMCAS pasó a tener ocho divisiones clasificación fúngica, clasificación bacteriana, virología, ecología microbiana, metabolismos microbianos, enzimología microbiana, genética microbiana y preservación de cepas microbianas. Al mismo tiempo se crearon más instalaciones auxiliares para investigación como una planta piloto de fermentación, instalaciones centrales, un laboratorio de seguridad por radiación y un centro de información. En los siguientes 20 años el IMCAS hizo grandes esfuerzos en investigación básica y aplicada.
En 1988 dio inicio el proyecto de innovación de conocimientos del CAS. El IMCAS se integró al proyecto el 15 de agosto de 2001, lo que marcó un nuevo periodo para el instituto.

## Divisiones de investigación

### Centro de recursos biológicos, Instituto de Microbiología, Academia de Ciencias de China (IMCAS-BRC)
El centro de recursos biológicos del Instituto de Microbiología de la Academia de Ciencias de China (IMCAS-BRC) al integrar el Centro General de la Colección de Cultivos Microbiológicos de China (CGMCC), la sección de recursos microbianos del Centro de Información del IMCAS y nuevos desarrollos de alto rendimiento.

### Laboratorio clave estatal de recursos microbiológicos (SKLMR)
El SKLMR realiza investigaciones básicas y aplicadas sobre recursos microbianos y su explotación biotecnológica, centrándose en:
1. La recolección, evaluación y funciones ecológicas de recursos microbianos;
2. La biología y mecanismos de adaptación de extremófilos;
3. La biosíntesis y regulación metabólica de sustancias bioactivas microbianas; y
4. La biocatálisis y bioconversión microbiana.

### Laboratorio clave estatal de micología
Áreas de investigación:
1. Plataformas de investigación de recursos fúngicos, como colecciones de cultivos, fungarios, bibliotecas de metabolitos y genes y bases de datos;
2. Biodiversidad, sistemática y evolución de hongos;
3. Comunidades y funciones ecológicas de hongos y sus interacciones con otros organismos;
4. Genética y mecanismos moleculares de morfogénesis y patogenicidad fúngica; y
5. Química de hongos, metabolitos bioactivos y sus rutas de biosíntesis y regulación.

### Laboratorio clave estatal de genómica vegetal (coestablecido con el instituto de genética y biología del desarrollo)
El Departamento de Microbiología Agrícola y Biotecnología (AMB) es uno de los cinco departamentos afiliados al Instituto de Microbiología (IM) de la Academia de Ciencias de China (CAS). La mayoría de sus grupos de investigación también pertenecen al Laboratorio Clave Estatal de Genómica Vegetal (SKLPG), creado en 2003 en colaboración con los laboratorios del Instituto de Genética y Biología del Desarrollo. El SKLPG recibió el reconocimiento de «Laboratorio de excelencia» en evaluaciones nacionales en 2006 y 2011.

### Laboratorio clave de Fisiología e Ingeniería Metabólica Microbiana de la Academia de Ciencias de China
Este laboratorio se enfoca en la investigación aplicada de biotecnología microbiana, abordando la fisiología microbiana industrial, la regulación metabólica, la reconstrucción y optimización de rutas de biosíntesis y funciones adaptativas. Tiene tres líneas de investigación: genética molecular y sistemas eficientes de manipulación genética, ingeniería de enzimas moleculares y nuevos procesos biocatalíticos y fisiología molecular e ingeniería metabólica avanzada. Su objetivo es desarrollar tecnologías innovadoras para crear cepas y biocatalizadores celulares con rendimiento industrial superior.

### Laboratorio clave de Microbiología Patogénica e Inmunología de la Academia de Ciencias de China
Para responder a las necesidades estratégicas nacionales, este laboratorio estudia microbiología patogénica e inmunológica, produce investigaciones para desarrollar fármacos y vacunas contra enfermedades infecciosas. Sus objetivos específicos incluyen: estudiar la evolución y patogénesis de patógenos emergentes, entender mecanismos de transmisión interespecie, interacciones patógeno-huésped e inmunidad mediada por células T/NK y desarrollar terapias contra virus como influenza, HBV, VIH, tuberculosis y otros.

### Centro de desarrollo y transferencia tecnológica (TDTC)
El objetivo del TDTC es desarrollar tecnología avanzada y promover la industrialización de tecnologías maduras, alineadas con demandas nacionales y locales en biotecnología microbiana. Sus metas son acelerar innovaciones (técnicas, institucionales y gerenciales) e impulsar la industria microbiológica. Como parte de las funciones centrales del instituto, el TDTC sirve al proceso de I+D, fortalece la influencia en áreas microbiológicas y fomenta colaboraciones con empresas locales.

## Laboratorios binacionales

### Laboratorio binacional China-Tailandia de biotecnología microbiana
Inaugurado el 19 de octubre de 2018, el laboratorio colaborativo China-Tailandia, gestionado por el Instituto de Microbiología de la Academia de Ciencias de China, el Instituto Tailandés de Investigación Científica y Tecnológica y el Centro Nacional de Ingeniería Genética y Biotecnología. El laboratorio tiene cinco proyectos de investigación conjuntos: 
- Evaluación de Levaduras y Aplicación Biotecnológica
- Compuestos de Alto Valor Derivados de Microalgas y sus Aplicaciones
- Exploración del Potencial Fúngico en Biotecnología
- Biotecnología Sintética para Productos Bioquímicos
- Macrodatos Microbiológicos (Big Data Microbiano)

### Laboratorio binacional China-Japón de inmunología molecular y microbiología molecular (LMIMM)
El laboratorio conjunto realiza investigaciones colaborativas entre investigadores chinos y japoneses haciendo sondeos epidemiológicos y desarrollando estrategias de control para enfermedades zoonóticas causadas por garrapatas en el noroeste de China, así como analizar la ecología de las garrapatas transmisoras de las enfermedades para aplicar medidas de control.